# Sebastian Lühr
Sebastian Lühr (* 30. September 1979 in Buxtehude) ist ein deutscher Koch.

## Werdegang
Lühr machte seine Ausbildung 1997 bis 2000 im Hotel Kronenschlösschen in Hattenheim, wo er auch seit 2007 wieder tätig ist. 
2001 wechselte er zum Landhaus Scherrer in Hamburg, 2002 zum Hotel Bomke in Wadersloh. 
2004 ging er zu Steinheuers Restaurant in Bad Neuenahr (Zwei Sterne) und 2005 zu Joachim Wisslers Vendome in Bergisch Gladbach (Drei Sterne). 
2007, nach dem Besuch der Meisterschule in Koblenz, kam er nach sieben Jahren als Souschef neben Patrik Kimpel zurück ins Kronenschlösschen. Im April 2013 wurde er Küchenchef im Restaurant Kronenschlösschen, das im Guide Michelin 2014 mit einem Stern ausgezeichnet wurde. 
Im Herbst 2015 verließ er das Kronenschlösschen und wechselte zur Consortium Gastronomie.

## Auszeichnungen
- 2014 Ein Michelin-Stern[4]